# منية المنصورة
مُنْيَة المَنْصُورَة (مُنْيَة تعني في العامية الأندلسية الحديقة والمنصورة هو نهر المنصورة، وهي حاليا بالإسبانية:Armuña de Almanzora) هي بلدية تقع في مقاطعة المرية. جنوب شرق إسبانيا. يبلغ عدد سكانها 322 نسمة.

## وصلات خارجية
- (بالإسبانية)